# Jisra'el Bar Jehuda
Jisra'el Bar Jehuda (hebrejsky: ישראל בר-יהודה, rodným jménem Jisra'el Idelson; 15. listopadu 1895 – 4. května 1965) byl sionistický aktivista a izraelský politik. Byl dlouholetým poslancem izraelského parlamentu (v pěti funkčních obdobích více než šestnáct let) a v izraelské vládě postupně zastával posty ministr vnitra a ministra dopravy.

## Biografie
Narodil se ve městě Konotop v carském Rusku (dnešní Ukrajina) a studoval na Báňském institutu v Dněpropetrovsku. V roce 1909 vstoupil do hnutí „Mladí Sijónu“ (později sloučeného s ha-Šomer ha-ca'ir) a v roce 1917 se stal členem jeho ruské ústřední komise. Později v komisi povýšil na jejího tajemníka a v téže době se seznámil a oženil s Bebou Idelsonovou (později se s ní rozvedl). V roce 1922 byl společně s manželkou sovětskými úřady zatčen a poslán na Sibiř. V roce 1924 bylo jejich vyhnanství, díky intervenci manželky Maxima Gorkiho, změněno na deportaci do mandátní Palestiny. Do Palestiny cestovali přes Litvu, Berlín a Dánsko. V Berlíně žili dva roky a aktivně se zde podíleli na založení Světového svazu dělnických sionistů (Jisra'el Bar Jehuda se stal jeho tajemníkem).
V roce 1926 podnikl Bar Jehuda aliju do mandátní Palestiny. Stal se tajemníkem dělnické rady v Petach Tikvě a organizoval hlídky, které ochraňovaly židovské dělníky. Podílel se taktéž na budování silnice mezi Tel Avivem a Petach Tikvou. V roce 1930 se přestěhoval do kibucu Jagur a o šest let později se stal jeho tajemníkem. Během arabského povstání v letech 1936 až 1939 patřil mezi první, kteří volali po „aktivní obraně“.
Byl delegátem Shromáždění zastupitelů a členem Zákonodárného shromáždění. Patřil mezi vůdce frakce „B“ strany Mapaj a po rozdělení strany Achdut ha-avoda v roce 1944 byl jedním z jejích vůdců. V letech 1960 až 1962 byl hlavním tajemníkem této strany.
Během prvních dvou parlamentních voleb byl zvolen poslancem za Mapam a následné tři parlamentní funkční období za stranu Achdut ha-Avoda. Jako poslanec byl členem různých parlamentních výborů; jmenovitě například: bydlení, ústava, právo a spravedlnost, zahraniční věci a obrana, finance. Během třetího Knesetu byl jeho místopředsedou. V letech 1955 až 1962 byl ministrem vnitra a od roku 1965 až do své smrti byl ministrem dopravy.
Na jeho počest bylo pojmenováno Bar Jehudovo letiště.